# ان‌جی‌سی ۳۲۶۹
ان‌جی‌سی ۳۲۶۹ (انگلیسی: NGC 3269) نام یک کهکشان عدسی در صورت فلکی تلمبه است.